# Kafu
Victor Ceron (nascido em 27 de agosto de 1978) é um lutador de wrestling profissional brasileiro, mais conhecido pelo seu ring name Kafu. Ele trabalhou em diversas promoções, incluindo o território de desenvolvimento da WWE, a Florida Championship Wrestling (FCW). Atualmente, trabalha na Extreme Canadian Championship Wrestling (ECCW).

## Carreira
Ele já trabalhou para inúmeras companhias de wrestling e, se envolveu em feuds com vários wrestlers conhecidos, como Jim Neidhart, Sheamus, Raven e The Sandman.
Desde 19 de Fevereiro de 2008, Kafu trabalhou Florida Championship Wrestling, onde fez dupla com alguns lutadores como Johnny Prime e Kizarny. Em 6 de junho de 2009, Kafu foi demitido.

## No wrestling
- Finishers e ataques secundários
  - Brazilian Crucifix (Crucifix powerbomb)[3]

- Managers
  - General Skandor Akbar[3]
  - Roland Alexander[4]
  - Daisy

## Títulos e prêmios
- All Pro Wrestling
  - APW Universal Heavyweight Championship (2 vezes)[3]

- Pro Wrestling Illustrated
  - PWI o colocou como #379 dos 500 melhores wrestlers na PWI 500 de 2008.
  - PWI o colocou como #367 dos 500 melhores wrestlers na PWI 500 de 2009.